# Osowce (województwo wielkopolskie)
Osowce – wieś w Polsce położona w województwie wielkopolskim, w powiecie konińskim, w gminie Kramsk. Należy do sołectwa Milin.
| SIMC    | Nazwa   | Rodzaj    |
| ------- | ------- | --------- |
| 0288700 | Polic   | część wsi |
| 0288716 | Sakłak  | część wsi |
| 0288722 | Tobułka | część wsi |

Osowce wraz z ich częściami zamieszkuje 200 mieszkańców. Osowce wraz se swoimi częściami wsi wchodzą w skład sołectwa Milin. W latach 1975–1998 miejscowość administracyjnie należała do województwa konińskiego. W Osowcach znajduje się nieczynny cmentarz ewangelicki z I połowy XIX wieku.